# Svenska väderrekord
Svenska väderrekord berör temperatur, nederbörd, vind och lufttryck och beskriver mätmetoder och rekordstatistik.

## Temperatur
För att temperaturmätningen ska bli så bra som möjligt mäts temperaturen i skuggan. En missuppfattning är att temperaturen måste mätas på en skuggig plats. I själva verket räcker det med att termometern är placerad i skugga. Vid officiella mätningar brukar termometern därför placeras i ett strålningsskydd eller en termometerbur i trä som släpper in luft men inte solstrålning.
Många av Nordens temperaturrekord är noterade i Sverige. Sveriges värmerekord är +38 °C och det är även Nordens värmerekord. Sveriges köldrekord är -52,6 ºC i Vuoggatjålme 2 februari 1966 och det är också Nordens köldrekord. Ibland nämns värdena -53 ºC och  -53,3 ºC som uppmättes i Malgoviks folkskola i Laxbäcken någon mil väster om Vilhelmina 13 december 1941. Temperaturen mättes på en privat termometer och godkändes av SMHI efter kontroll. Mätningen i Vuoggatjålme 1966 har sedan fått rekordet eftersom felmarignalen ändå är större än det uppmätta värdet från 1941.

### Värmerekord

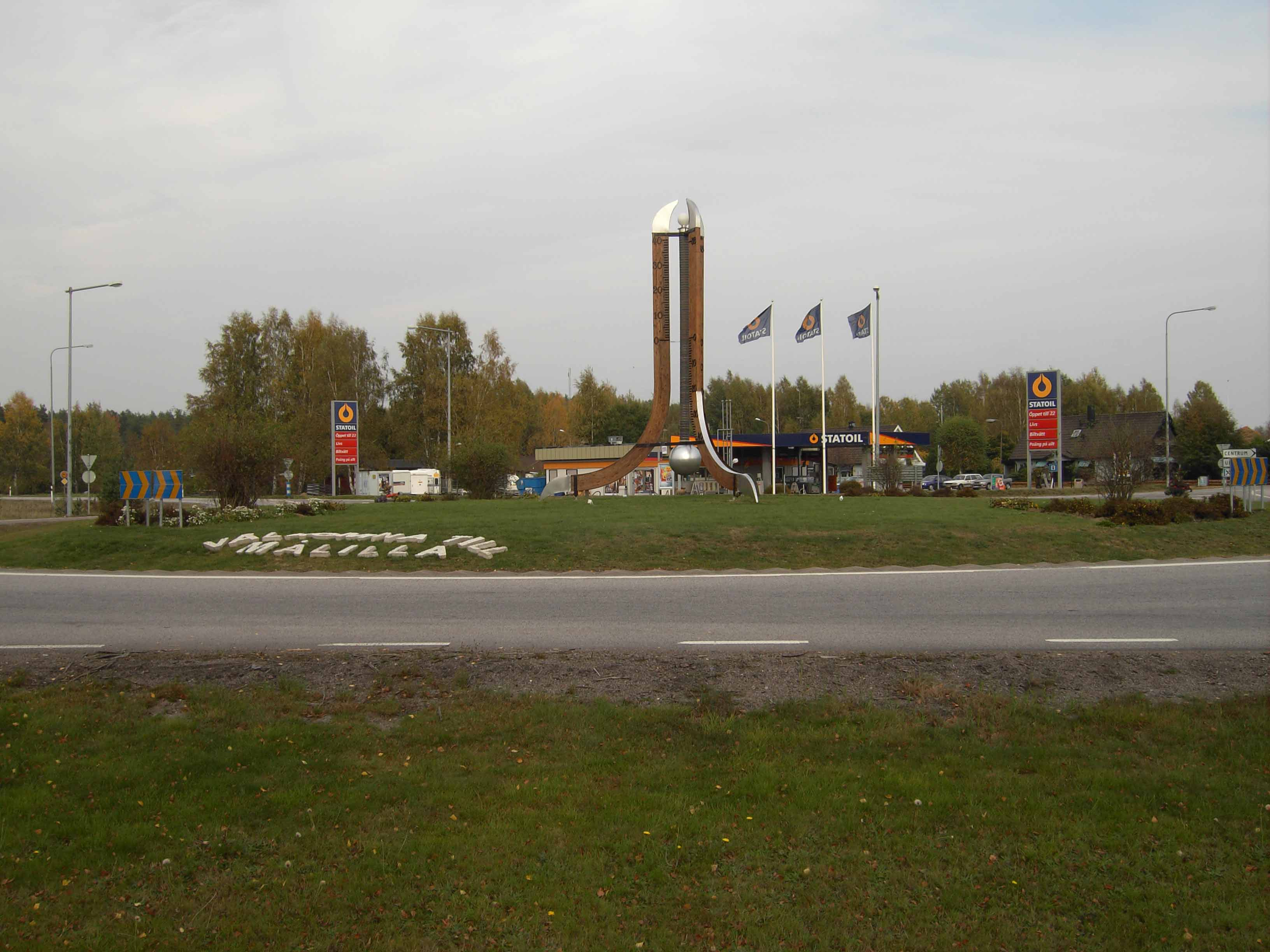
Rondelltermometer i Målilla, som symboliserar ortens värmerekord.

Värmerekorden på sommaren härrör oftast från situationer då varm luft kommer från söder eller sydost och når Sverige i samband med omfattande högtryck över östra Europa.
Värmerekorden på vintern uppträder oftast vid kraftig inströmning av varm luft från Atlanten, dvs. i samband med västlig eller sydvästlig vind. I dessa situationer bidrar en viss föhneffekt till att ytterligare höja temperaturen i lä av fjällkedjan och Sydsvenska höglandet.
Den högsta temperaturen i Sverige uppmättes i Ultuna (9 juli 1933) och i Målilla (29 juni 1947. På båda ställen var temperaturen 38,0 ºC. Temperaturen i Ultuna uppmätt på en halv grad när.
Den högsta temperaturen i Götaland är 38,0° i Målilla, i Svealand 38,0° i Ultuna, och i Norrland 36,9° i Harads den 17 juli 1945.
Sveriges högsta månadsmedeltemperatur är 22,5° i Stockholm juli 2018. Tidigare rekord var 21,8 °C och uppmättes i juli 1901 i Karlstad i Värmland samt i juli 1914 i Linköping i Östergötland.
I tabellen (nedan) visas Sveriges värmerekord i grader Celsius (°C) för varje månad. Fetstil markerar att det även är det årliga värmerekordet.
| Månad     | Temperatur | Plats                | Datum            |
| --------- | ---------- | -------------------- | ---------------- |
| Januari   | 12,4 °C    | Allgunnen            | 5 januari 1973   |
| Februari  | 16,8°C     | Kalmar flygplats     | 25 februari 2021 |
| Mars      | 22,2 °C    | Oskarshamn           | 30 mars 1968     |
| Mars      | 22,2 °C    | Sandbäckshult        | 30 mars 1968     |
| April     | 29,0 °C    | Genevad              | 27 april 1993    |
| Maj       | 32,5 °C    | Kristianstad         | 27 maj 1892      |
| Maj       | 32,5 °C    | Kalmar               | 28 maj 1892      |
| Juni      | 38,0 °C    | Målilla              | 29 juni 1947     |
| Juli      | 38,0 °C    | Ultuna               | 9 juli 1933      |
| Augusti   | 36,8 °C    | Holma                | 9 augusti 1975   |
| September | 31,1 °C    | Helsingborg och Lund | 4 september 2024 |
| Oktober   | 24,5 °C    | Oskarshamn           | 9 oktober 1995   |
| November  | 18,4 °C    | Ugerup               | 2 november 1968  |
| December  | 13,7 °C    | Simrishamn           | 24 december 1977 |
| December  | 13,7 °C    | Fårösund             | 20 december 2015 |

### Köldrekord
Köldrekorden noteras oftast i samband med att kall luft strömmar in över Sverige från norr eller nordost, varefter vinden mojnat och avkylningen fortsatt genom utstrålning. Mest i dalgångar där den kalla luften kan samla sig vid vindstilla eftersom den är tyngre.
Rekordet för Götaland är -38,5° i Lommaryd den 13 och 14 januari 1918, för Svealand -46,0° i Grundforsen den 1 jan. 1979 och Särna den 3 jan. 1941. För Norrland och hela Sverige -52,6° i Vuoggatjålme den 2 februari 1966.
De flesta köldrekord under vintern, våren och hösten uppstår oftast i norra Norrlands inland. På sommaren uppstår de flesta köldrekord i Härjedalen.
Att norra Norrland inte sätter köldrekord på högsommaren beror på att det är så många soltimmar där. Det gör att nätterna blir så korta att inte temperaturen hinner sjunka till riktigt extrema värden innan solen åter börjar värma. Det räcker oftast inte med att solen bara går ner officiellt (passerar horisonten). Den ska helst även gå ner "borgerligt" (6 grader (°) under horisonten) då det är först då som solen börjar tappa greppet om uppvärmningen av området.
Sveriges lägsta månadsmedeltemperatur är −27,2 °C och noterades i februari 1985 i Vittangi i Lappland.
I tabellen (nedan) visas Sveriges köldrekord i grader Celsius (°C) för varje månad. Fetstil markerar att det även är det årliga köldrekordet.
| Månad     | Temperatur | Plats        | Datum               |
| --------- | ---------- | ------------ | ------------------- |
| Januari   | −49,0 °C   | Vuoggatjålme | 1 januari 1951      |
| Januari   | −49,0 °C   | Karesuando   | 27 januari 1999     |
| Februari  | −52,6 °C   | Vuoggatjålme | 2 februari 1966     |
| Mars      | −45,8 °C   | Vuoggatjålme | 4 mars 1971         |
| April     | −36,5 °C   | Karesuando   | 6 april 1916        |
| Maj       | −24,1 °C   | Fjällnäs     | 3 maj 1981          |
| Juni      | −9,8 °C    | Vassijaure   | 2 juni 1907         |
| Juli      | −5,0 °C    | Funäsdalen   | 22 juli 1888        |
| Juli      | −5,0 °C    | Funäsdalen   | 14 juli 1893        |
| Augusti   | −8,5 °C    | Nikkaluokta  | 31 augusti 1959     |
| September | −15,2 °C   | Brännberg    | 29 september 1939   |
| Oktober   | −31,5 °C   | Myrheden     | 28 oktober 1968     |
| November  | −43,0 °C   | Vittangi     | 24–26 november 1890 |
| December  | −48,9 °C   | Hemavan      | 30 december 1978    |

## Nederbörd
Med nederbörd avses regn, snö, hagel och underkylt regn i smält form. I Sverige mäts vanligtvis nederbörd i millimeter (mm). I många andra länder i liter per kvadratmeter, även tum förekommer. Aktuellt snödjup är en fristående mätning.
Största uppmätta årsnederbörden i Sverige är 1 866 mm i Mollsjönäs år 2008.

### Största uppmätta månadsnederbörden i Sverige
I tabellen (nedan) visas den största uppmätta månadsnederbörden i Sverige.
| Månad     | Mängd | Plats            | År   |
| --------- | ----- | ---------------- | ---- |
| Januari   | 429   | Jormlien         | 1989 |
| Februari  | 311   | Gråsjön          | 1943 |
| Mars      | 312   | Gånälven         | 1938 |
| April     | 308   | Sandnäs          | 1943 |
| Maj       | 209   | Tåsan            | 1997 |
| Juni      | 278   | Klövsjö          | 1987 |
| Juli      | 334   | Baramossa        | 2007 |
| Augusti   | 356   | Åsnorrbodarna    | 1986 |
| September | 301   | Höglekaredalen   | 1984 |
| Oktober   | 330   | Dingle           | 1967 |
| November  | 292   | Östmark-Röjdåsen | 2000 |
| December  | 373   | Björkede         | 1975 |

### Största uppmätta dygnsnederbörden i Sverige
I tabellen (nedan) visas den största uppmätta dygnsnederbörden i Sverige.
| Månad     | Mängd (mm) | Plats       | Datum            |
| --------- | ---------- | ----------- | ---------------- |
| Januari   | 104,3 mm   | Katterjåkk  | 10 januari 2002  |
| Februari  | 85,2 mm    | Joesjö      | 16 februari 1976 |
| Mars      | 90,0 mm    | Joesjö      | 19 mars 1966     |
| April     | 78,0 mm    | Härnösand   | 8 april 1959     |
| Maj       | 93,0 mm    | Öxabäck     | 21 maj 1931      |
| Juni      | 187,3 mm   | Härnösand   | 18 juni 1908     |
| Juli      | 198,0 mm   | Fagerheden  | 28 juli 1997     |
| Augusti   | 188,6 mm   | Råda        | 4 augusti 2004   |
| September | 141,0 mm   | Hemse       | 2 september 1913 |
| Oktober   | 126,8 mm   | Söderhamn   | 15 oktober 1992  |
| November  | 83,0 mm    | Ryningsnäs  | 12 november 1910 |
| December  | 121,8 mm   | Riksgränsen | 14 december 1909 |

## Vind
Vindhastigheten mäts i meter per sekund (m/s).

### Högsta uppmätta medelvind under 10 minuter
| Stationstyp  | Vindstyrka | Plats              | Datum            |
| ------------ | ---------- | ------------------ | ---------------- |
| Kuststation  | 40 m/s     | Ölands södra grund | 17 november 1967 |
| Fjällstation | 47,8 m/s   | Stekenjokk         | 18 januari 2017  |

### Kraftigast uppmätta vindby
| Stationstyp  | Vindstyrka | Plats   | Datum            |
| ------------ | ---------- | ------- | ---------------- |
| Kuststation  | 43 m/s     | Hanö    | 3 december 1999  |
| Fjällstation | 81 m/s     | Tarfala | 20 december 1992 |

## Lufttryck
Lufttrycksmätning har skett regelbundet med i huvudsak hög noggrannhet ända sedan mitten av 1800-talet i hela Sverige.
Det förekommer inga systematiska felkällor hos äldre lufttrycksmätningar, vilket skiljer sig från andra meteorologiska parametrar. Antalet observationer per dygn och väderstationer var emellertid desto färre ju längre bakåt i tiden, men då extrema lufttryck inte är lokala och kortvariga är det av mycket liten betydelse.

### Högsta uppmätta lufttryck
I tabellen (nedan) visas Sveriges högsta uppmätta lufttryck i hektopascal (hPa) för varje månad. Fetstil markerar att det även är det årliga högsta uppmätta värdet. De är omräknade till havsytans nivå.
| Månad     | Lufttryck  | Plats              | Datum             |
| --------- | ---------- | ------------------ | ----------------- |
| Januari   | 1063,7 hPa | Kalmar             | 23 januari 1907   |
| Januari   | 1063,7 hPa | Visby              | 23 januari 1907   |
| Februari  | 1058,0 hPa | Haparanda          | 1 februari 2012   |
| Mars      | 1055,7 hPa | Överkalix-Svartbyn | 1 mars 1971       |
| April     | 1047,1 hPa | Uppsala            | 15 april 1860     |
| Maj       | 1048,0 hPa | Umeå               | 7 maj 1893        |
| Juni      | 1044,8 hPa | Sveg               | 3 juni 1979       |
| Juli      | 1035,6 hPa | Sveg               | 28 juli 1963      |
| Juli      | 1035,6 hPa | Särna              | 28 juli 1963      |
| Augusti   | 1038,8 hPa | Riksgränsen        | 25 augusti 1968   |
| September | 1042,0 hPa | Sveg               | 16 september 1903 |
| Oktober   | 1048,6 hPa | Stockholm          | 14 oktober 1896   |
| November  | 1056,0 hPa | Malung             | 18 november 1985  |
| November  | 1056,0 hPa | Östmark-Rännberg   | 18 november 1985  |
| December  | 1059,2 hPa | Sveg               | 15 december 1946  |

### Lägsta uppmätta lufttryck
I tabellen (nedan) visas Sveriges lägsta uppmätta lufttryck i hektopascal (hPa) för varje månad. Fetstil markerar att det även är det årliga lägsta uppmätta värdet.
| Månad     | Lufttryck | Plats      | Datum             |
| --------- | --------- | ---------- | ----------------- |
| Januari   | 946,2 hPa | Krångede   | 30 januari 2000   |
| Februari  | 940,5 hPa | Understen  | 27 februari 1990  |
| Mars      | 948,3 hPa | Abisko     | 8 mars 1920       |
| April     | 960,3 hPa | Gäddede    | 6 april 1943      |
| Maj       | 971,3 hPa | Karlstad   | 12 maj 1898       |
| Juni      | 976,2 hPa | Storlien   | 29 juni 1938      |
| Juli      | 977,1 hPa | Ulricehamn | 9 juli 1931       |
| Augusti   | 975,7 hPa | Måseskär   | 6 augusti 1941    |
| September | 960,8 hPa | Klutmark   | 29 september 1956 |
| Oktober   | 954,1 hPa | Edsbyn     | 19 oktober 1970   |
| November  | 948,3 hPa | Holmögadd  | 1 november 1921   |
| December  | 938,4 hPa | Härnösand  | 6 december 1895   |